# Bakhtiyar Artayev
Bakhtiyar Artayev (n. 14 martie 1983, Djambul, Kazahstan) este un boxer ce a reprezentat Kazahstan, medaliat olimpic. A participat la două ediții ale Jocurilor Olimpice (2004, 2008) în care a câștigat o medalie de aur.